# Sphinctomyrmex cribratus
Sphinctomyrmex cribratus är en myrart som beskrevs av Carlo Emery 1897. Sphinctomyrmex cribratus ingår i släktet Sphinctomyrmex och familjen myror. Inga underarter finns listade i Catalogue of Life.